# Cúp Chuột Mickey
Cúp Chuột Mickey (tiếng Anh: Mickey Mouse cup) là một thuật ngữ mang ý mỉa mai, chế giễu được sử dụng chủ yếu ở bóng đá Anh, nhằm ám chỉ các giải đấu được coi là có mức độ danh giá thấp hơn những giải đấu khác, ví dụ như Cúp EFL (Cúp Liên đoàn Anh), so với Cúp FA. Ngoài ra, mặc dù là giải đấu được tổ chức bởi cơ quan quản lý cao nhất bóng đá toàn cầu FIFA, thuật ngữ này cũng được sử dụng cho FIFA Club World Cup, giải đấu mà các câu lạc bộ Anh đã vô địch bốn lần kể từ khi ra mắt vào năm 2000.
Thông thường, một câu lạc bộ coi một giải đấu là "Cúp Chuột Mickey" – thường là một đội bóng tại giải Ngoại hạng Anh – sẽ tung ra một đội hình yếu hơn, dự bị hoặc đội trẻ tham dự giải, cho nhiều cầu thủ trụ cột và cầu thủ nổi tiếng nghỉ ngơi, làm giảm chất lượng giải đấu. Tuy nhiên, mặt tích cực của việc này là tạo cơ hội cho các cầu thủ phát triển, những người này hoàn toàn có cơ hội chen chân vào đội một.
Thuật ngữ này cũng có thể được sử dụng để cố tình hạ thấp chiến thắng của một đội bóng kình địch tại một giải đấu, hoặc để giảm thiểu tầm quan trọng của giải đấu đối với một câu lạc bộ nếu họ bị loại tại giải đấu đó. Điều này có thể được thực hiện như một dạng "thử thách" với các đối thủ cạnh tranh ở những giải đấu khác hoặc giữ sức cho các cầu thủ.

## Một số trường hợp

### Anh
Cúp EFL, hay Cúp Liên đoàn Anh, thường được một bộ phận người hâm mộ các đội bóng lớn tại giải bóng đá Ngoại hạng Anh gọi là "Cúp Chuột Mickey" tương tự như EFL Trophy thường được biết đến với nhiều tên nhà tài trợ khác nhau và trước đó có tên là Associate Members Cup. Quan niệm về một danh hiệu "Chuột Mickey" có thể không phổ biến ở nhóm đội tầm trung và đội nhỏ, vì các giải đấu nhỏ hơn và có tiêu chuẩn thấp hơn mang đến cho các câu lạc bộ hạng dưới cơ hội giành được thành tích cao, và ngoài ra còn có thêm doanh thu khi được thi đấu với những đội bóng lớn. Đối với một số câu lạc bộ, việc lọt đến cũng như là giành chiến thắng trong trận chung kết diễn ra trên Sân vận động Wembley cũng phần nào tạo ra sự danh giá.
Kể từ khi UEFA tái cấu trúc và đổi tên các giải đấu cúp Châu Âu cấp câu lạc bộ vào cuối những năm 1990, Cúp UEFA được một nhóm phương tiện truyền thông đại chúng, một bộ phận cá nhân liên quan đến bóng đá và người hâm mộ coi là "chiếc cúp nhỏ" hoặc "cúp Chuột Mickey" do bị Champions League làm lu mờ về mặt truyền thông. Ban đầu, UEFA Champions League (trước đây là European Cup) chỉ dành cho những đội vô địch giải vô địch quốc gia, trong khi UEFA Cup dành cho các đội á quân giải vô địch quốc gia và UEFA Cup Winners' Cup dành cho những đội vô địch các giải đấu cúp quốc gia. Tuy nhiên, việc mở rộng quy mô của Champions League, trong đó lấy tối đa bốn suất tham dự là bốn vị trí đầu tiên trên bảng xếp hạng chung cuộc (top 4) các giải vô địch quốc gia mạnh nhất châu Âu đã làm giảm độ uy tín của UEFA Cup Winners' Cup (đã bị bãi bỏ và gộp vào Cúp UEFA) và Cúp UEFA mở rộng sau đó. Do đó, việc kết thúc mùa giải trong top 3 hoặc top 4 giải vô địch quốc gia (đảm bảo một suất tham dự Champions League) trở nên quan trọng hơn nhiều so với việc giành được Cúp quốc gia (chỉ đảm bảo được tham dự Europa League hoặc Conference League sau này).
Việc tham dự Champions League và cán đích top 3 hay top 4 giải vô địch quốc gia (đảm bảo có suất dự Champions League) gần đây đã trở nên quan trọng hơn nhiều so với việc giành được cúp quốc nội (chỉ đảm bảo được tham dự Europa League hay Conference League) như Cúp FA hoặc Cúp EFL (cúp Liên đoàn) tại Anh. Một ví dụ, việc Manchester United gây tranh cãi khi rút khỏi Cúp FA 1999–2000, lần đầu tiên một nhà đương kim vô địch làm điều này, đã làm giảm tầm quan trọng của Cúp FA và các cúp quốc nội khác. Thời điểm đó, Manchester United đã tham dự FIFA Club World Cup lần đầu tiên vào năm 2000 tại Brazil, được cho là để giúp Anh có thể đấu thầu đăng cai World Cup 2006, dưới áp lực từ Chính phủ và FA (Hiệp hội bóng đá Anh). Đội bóng tuyên bố rằng việc tham gia cả Cúp FA và FIFA Club World Cup sẽ làm quá tải lịch thi đấu của họ, khiến việc bảo vệ danh hiệu Champions League và Ngoại hạng Anh trở nên khó khăn hơn, và tuyên bố rằng họ không muốn làm giảm giá trị của Cúp FA bằng cách tung ra một đội hình yếu hơn. Động thái này có lợi cho Manchester United khi họ được nghỉ hai tuần và cuối cùng giành chức vô địch Ngoại hạng Anh mùa 1999–2000 với cách biệt 18 điểm so với đội đứng thứ hai Arsenal, mặc dù họ không vượt qua được vòng bảng của FIFA Club World Cup. Tuy nhiên, việc rút khỏi Cúp FA đã vấp phải nhiều chỉ trích vì điều này làm suy giảm uy tín của giải đấu và huấn luyện viên Alex Ferguson cũng đã thể hiện sự hối tiếc về cách họ xử lý tình hình. Vào thập niên 1990, Manchester United giành được ba Cúp FA, với hai lần trong cú đúp danh hiệu quốc nội (Ngoại hạng Anh và Cúp FA) năm 1994 và 1996, lần còn lại trong cú ăn ba năm 1999; tuy nhiên sau thời điểm này, Manchester United chỉ giành được Cúp FA thêm 3 lần trong 25 năm vào năm 2004, 2016 và 2024.
Các thuật ngữ "Cú ăn ba của Chuột Mickey" (Mickey Mouse Treble) và "Cú đúp của chuột Mickey" (Mickey Mouse Double) đã được sử dụng một cách có ý đồ, nhằm hạ thấp việc giành được nhiều danh hiệu được cho là nhỏ, ít quan trọng của các câu lạc bộ lớn trong một mùa giải, so với một cú ăn ba (bao gồm UEFA Champions League, Cúp Quốc gia, giải vô địch quốc gia) và một cú đúp (bao gồm giải vô địch quốc gia). Các thuật ngữ như vậy thường được sử dụng bởi các đội bóng có xu hướng kình địch nhau. Thuật ngữ "Cú ăn ba của Chuột Mickey" (Mickey Mouse Treble) cùng với "cú ăn ba bằng nhựa" và "cú ăn ba tầm thường" đã được sử dụng để mỉa mai ba danh hiệu mà Liverpool giành được năm 2001 gồm Cúp Liên đoàn Anh, Cúp FA, Cúp UEFA, khi so sánh với cú ăn ba của Manchester United tại Ngoại hạng Anh, Cúp FA và UEFA Champions League năm 1999. Vào năm 2011, người hâm mộ Manchester United đã làm một tấm banner kèm hình ảnh chuột Mickey để chế giễu "cú ăn ba của chuột Mickey" mà Liverpool đã giành được năm 2001. Bản thân Manchester United cũng bị chế giễu vì "ăn mừng" ba danh hiệu vào mùa giải 2016–17 khi họ giành được Siêu cúp Anh, Cúp Liên đoàn và UEFA Europa League, chưa kể danh hiệu Siêu cúp Anh được cho là không có nhiều giá trị, mặc dù vẫn là danh hiệu chính thức, ở Anh. Liverpool vào mùa giải 2021–22 đã giành được cú đúp danh hiệu là Cúp EFL và Cúp FA trong khi về nhì ở Giải Ngoại hạng Anh và UEFA Champions League, khi họ để mất chức vô địch Ngoại hạng Anh vào tay Manchester City (kém 1 điểm) và để thua Real Madrid 0–1 tại chung kết UEFA Champions League 2022, mà một số ý kiến cho rằng việc lịch thi đấu dày đặc là nguyên nhân khiến Liverpool thất bại vào cuối mùa giải. Việc Liverpool diễu hành 2 chiếc cúp Liên đoàn và cúp FA vào năm 2022 cũng bị chế giễu, cú đúp danh hiệu của họ bị cho là "những chiếc cúp Chuột Mickey".

### Một số giải đấu khác
Vào năm 2009, Giải bóng đá vô địch quốc gia Hà Lan (Eredivisie) cũng từng bị chế giễu là "giải vô địch chuột Mickey". Từ năm 2010, thuật ngữ được sử dụng như một biệt danh cho giải Walt Disney World Pro Soccer Classic, một giải thi đấu giao hữu tiền mùa giải cho một số câu lạc bộ thuộc Major League Soccer, và bị gọi là "Mickey Mouse League".

## Một số cách sử dụng khác
Thuật ngữ này cũng được sử dụng nhằm mục đích hạ thấp một số trọng tài bóng đá. Sau một quyết định gây tranh cãi của một trọng tài trong trận đấu của Newcastle United, huấn luyện viên Joe Kinnear đã phản ứng bằng lời chỉ trích công tác trọng tài, nói rằng: "Đó là một lỗi trắng trợn, một cú đẩy trắng trợn dẫn đến quả phạt đền, và ông ấy phớt lờ nó... đó chỉ là một trọng tài Chuột Mickey không làm bất cứ điều gì".
Tương tự như vậy, khi Los Angeles Dodgers đoạt chức vô địch World Series 2020, danh hiệu của họ cũng bị ví von là "danh hiệu chuột Mickey" vì mùa giải họ vô địch bị rút ngắn xuống còn 60 trận, cùng với vòng loại trực tiếp cũng diễn ra theo hình thức bong bóng tại địa điểm trung lập do ảnh hưởng của dịch bệnh COVID-19. Một trường hợp khác ở NBA là chiến thắng của Boston Celtics trong trận chung kết NBA 2024 cũng như vòng loại trực tiếp. Do con đường đến chức vô địch và đối thủ trong trận chung kết NBA của họ là khá dễ dàng, với các đối thủ trong vòng loại trực tiếp không cao hơn vị trí hạt giống số 4 và gặp vấn đề về chấn thương. Con đường đến trận chung kết NBA của Celtics được coi là một trong những con đường dễ dàng nhất từ trước đến nay.